# 扬-菲利普·格拉尼亚
扬-菲利普·格拉尼亚（德語：Jan-Philip Glania，1988年11月8日—），德国男子游泳运动员，2014年欧洲游泳锦标赛男子100米仰泳铜牌得主、2015年世界游泳锦标赛混合4×100米混合泳接力铜牌得主、2018年欧洲游泳锦标赛男子4×100米混合泳接力铜牌得主。